# 그뉴센스
그뉴센스(gNewSense)는 운영 체제 가운데 하나로, ubuntu(우분투)에서 파생되었다. 자유 소프트웨어 이외의 소프트웨어는 존재하지 않으며, 자유소프트웨어재단(Free Software Foundation, FSF)에서 후원하고 있다.

## 구성
(2.1 기준)설치 기능을 겸한 라이브 디스크 이미지(700MB 미만, 1장짜리) 형태로 배포되며 기본 GUI는 GNOME이다. Ubiquity를 통해 운영 체제를 설치하며 OpenOffice.org, Epiphany Browser(에피파니 브라우저), Pidgin, GIMP, GNU Emacs 등이 포함되어 있다.

## 한국어 지원
라이브 디스크로 부팅했을 때 첫 화면은 데비안의 그것으로 첫 화면에서 한국어를 선택할 수는 없으나 Ubiquity에서는 한국어를 선택할 수 있으며 통상에서의 한국어 출력 또한 문제가 없다. 한국어 입력의 경우 SCIM이 포함되어 있으나 한국어 플러그인(scim-hangul)은 포함되어 있지 않으며 저장소에도 없기 때문에 한국어 입력이 필요할 때는 SCIM 공식 페이지에서 플러그인을 직접 내려받아 설치해야 된다.

## 덧붙임
- 이 운영 체제의 가장 큰 특징은 자유 소프트웨어가 아닌 소프트웨어를 철저하게 멀리하고 있다는 것이다. 이용에 제약이 있는 문서나 그림은 없고 우분투의 Universe 저장소가 기본 저장소로 설정되어 있다. 웹 브라우저인 Mozilla Firefox의 경우 1.1판에서는 이름이 BurningDog(버닝도그)라고 바뀌고 Adobe Flash같은 비(非)자유 플러그인을 지원하지 않게 되어 있는 형태로 포함되었다가 2.0판에서는 아예 없어지고 Epiphany Browser(에피파니 브라우저)가 기본 브라우저로 포함되어 있다. 또한 ubuntu 커널에 있었던 100개가 넘는 독점 펌웨어 또한 제거되어 다른 리눅스 계열 운영 체제들에 비해 지원하는 무선통신 장치의 수가 적으며 2008년 5월 1일에는 Mesa 3D의 허가서 때문에 3D 그래픽 관련 기능도 제거되기도 했다. 2008년 9월 19일 Mesa 3D 관련 문제는 해결되었으나 허가서에 대한 문제는 아직도 남아 있다.

## 같이 보기
- 리눅스 배포판 비교
- GNU/리눅스 이름 논란